# Odo d'Astarac

wapenschild van de graven van Astarac

Odo d'Astarac was aartsbisschop van Auch (987-1025) alsook abt van de toenmalige benedictijnerabdij van Simorre (voor 987-1025) in de 10e-11e eeuw.

## Levensloop
Odo's vader Arnaud II en Odo's oudere broer Willem waren achtereenvolgens graaf van Astarac. Astarac was een klein graafschap in het hertogdom Gascogne en lag politiek in de schaduw van het machtiger graafschap Armagnac.

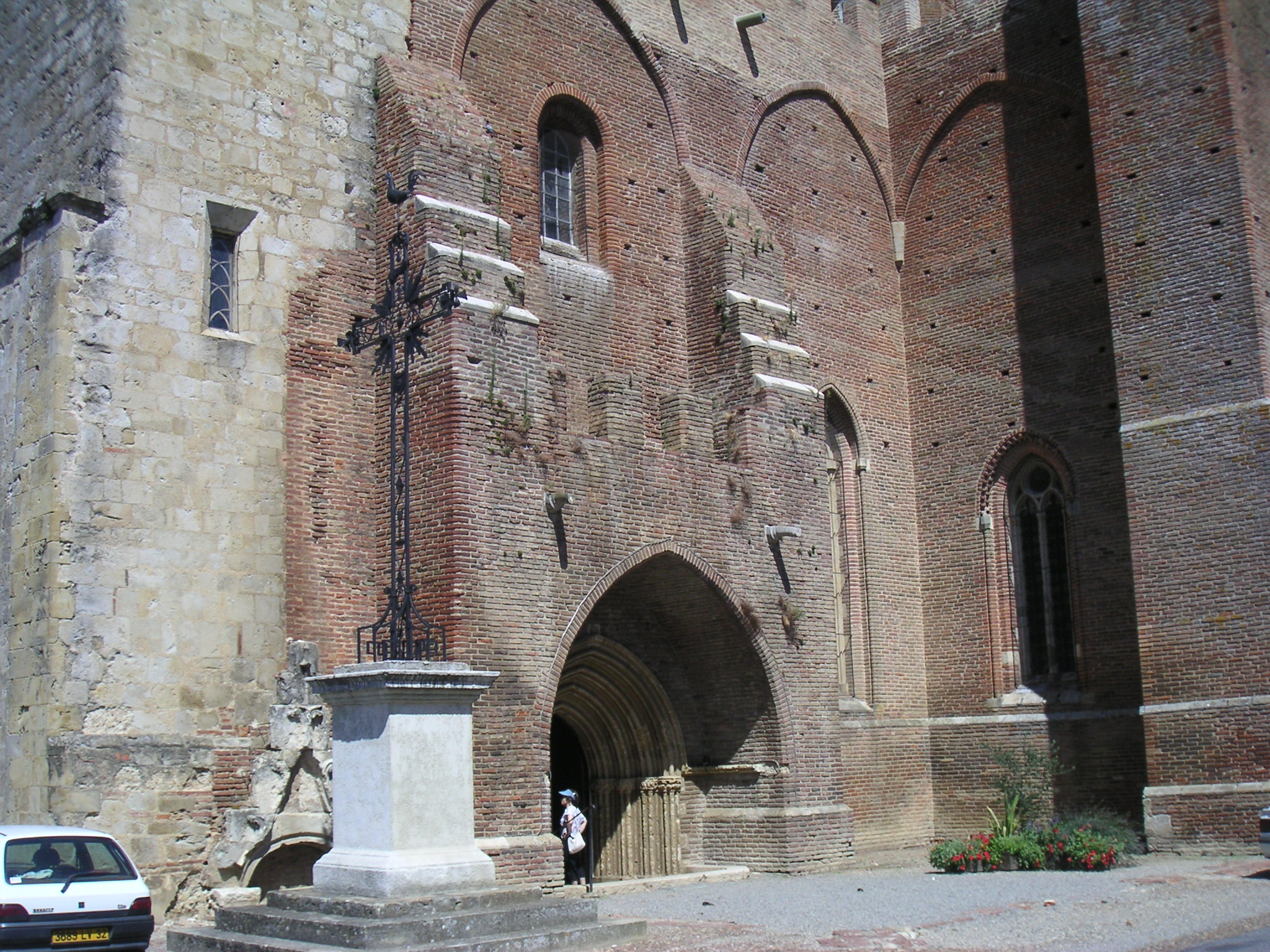
Voormalige abdijkerk van Simorre

Odo begon zijn klerikale carrière als abt van de benedictijnerabdij van Simorre. Deze abdij was gelegen in het graafschap van zijn vader. De abdij met haar uitgestrekte landerijen was steeds een bedreiging geweest voor het grafelijk kasteel, genaamd Castillon. Het kasteel lag niet zo ver uit de buurt, namelijk in Villefranche d'Astarac. Het bestuur van de abdij door Odo diende dan ook de belangen van de graven van Astarac.
In 987 werd Odo aartsbisschop in Auch, hoofdplaats van het naburig gelegen graafschap Armagnac. Hij bleef aartsbisschop gedurende 40 jaren. Daarnaast bleef Odo verder abt van Simorre. Hij ontving van zijn ouders en zijn broer meerdere schenkingen voor de abdij van Simorre. Odo nam deel aan een lokaal concilie in Toulouse in 1006, bijgestaan door zijn suffragaanbisschoppen.